# Park Han-hee
Park Han Hee (en hangul, 박한희) es una abogada de surcoreana, activista de derechos humanos y mujer transgénero. Es la primera abogada abiertamente transgénero en Corea del Sur.